# Jean Mendonça
Jean Henrique Gerolomo De Mendonça, (Nova Londrina, 22 de março de 1978), é deputado estadual eleito pelo estado de Rondônia, é filiado ao Partido Liberal (PL).